# Upstart Crow
Upstart Crow est une sitcom britannique comprenant 21 épisodes d'une durée moyenne de 30 minutes répartis en trois saisons, diffusée pour la première fois en 2016 sur la chaîne BBC Two dans le cadre de la commémoration du 400e anniversaire de la mort de l'écrivain William Shakespeare. Le titre de la série forme une allusion à l'expression « an upstart Crow, beautified with our feathers » (« Un corbeau parvenu, embelli par nos plumes »), écrite par Robert Greene, rival de Shakespeare, dans son pamphlet A Groatsworth of Wit. La série met très librement en scène la vie de Shakespeare et l'élaboration de ses œuvres les plus connues, avec de nombreuses inventions lexicales inspirées par la langue du XVIe siècle et de multiples allusions aux nombreuses théories entourant la vie et l'œuvre de cet auteur, mais aussi des anachronismes et des allusions à l'actualité britannique.

## Synopsis
William Shakespeare est un écrivain persuadé de son propre génie, mais encore méconnu. Ses ambitions sont encore embarrassées par ses origines très modestes. Son père est un villageois inculte et vulgaire, coureur de jupons. Sa mère, plus cultivée, ne cesse de lui reprocher son mariage avec une femme humble. L'épouse de Shakespeare, qui s'occupe du ménage et de leur fille, est sa première lectrice, à laquelle il emprunte parfois quelques bonnes idées. Shakespeare partage son temps entre sa maison de famille à Stratford-upon-Avon, où se déroule la série, et le centre de Londres où il travaille. Les Shakespeare abritent aussi dans leur maison Kate, fille de la propriétaire de la maison de Shakespeare à Londres ; Kate rêve de devenir actrice à une époque où les femmes ont l'interdiction d'exercer ce métier, les rôles de femmes au théâtre étant tous joués par des hommes. Shakespeare est plus ou moins aidé dans son début de carrière littéraire par Kit Marlowe, poète et incorrigible séducteur à qui tout réussit. Mais Shakespeare est confronté à la difficulté d'entrer dans le monde des lettres de l'époque, dominé par les auteurs d'origine noble qui ont bénéficié d'études poussées à Oxford ou Cambridge. Le pire rival de Shakespeare, Robert Greene, est bien décidé à tout faire pour l'empêcher de réussir. Chaque épisode tourne autour de la conception d'une œuvre de Shakespeare, en général une pièce de théâtre, mais il est aussi question de ses sonnets.

## Distribution

### Personnages récurrents

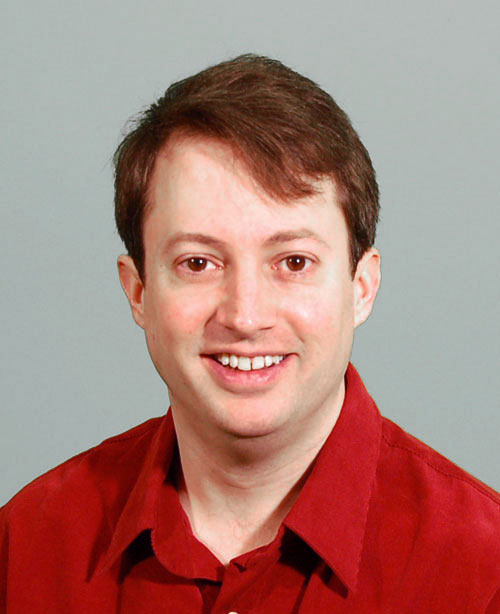
David Mitchell incarne William Shakespeare dans la série.

- David Mitchell : William Shakespeare, dramaturge en herbe.
- Liza Tarbuck : Anne Hathaway, femme de Shakespeare.
- Paula Wilcox : Mary Shakespeare, mère de Shakespeare.
- Harry Enfield : John Shakespeare, père de Shakespeare.
- Helen Monks : Susanna Hall, fille de Shakespeare et d'Anne Hathaway.
- Gemma Whelan : Kate, fille de la propriétaire londonienne de Shakespeare et aspirante actrice.
- Tim Downie : Christopher Marlowe, dit « Kit Marlowe », dramaturge et espion pour la couronne britannique.
- Rob Rouse : Ned Bottom, valet de Shakespeare.
- Mark Heap : Robert Greene, Maître des Délices, dramaturge et auteur de Greene's Groats-Worth of Wit.
- Dominic Coleman : Henry Condell, acteur, jouant essentiellement des rôles féminins.
- Steve Speirs : Richard Burbage, acteur et chef de la troupe de théâtre pour laquelle écrit Shakespeare.
- Spencer Jones : William Kempe, acteur comique, présenté comme infatué de lui-même.
- Jocelyn Jee Esien : Miss Lucy, propriétaire d'un pub, Africaine et ancienne esclave.

### Personnages propres à certains épisodes
- Kenneth Branagh : Colin / L'étranger
- Lily Cole : Ephie
- Adrian Edmondson : le sergent Dogberry, présenté comme servant d'inspiration à Shakespeare pour le personnage du même nom dans la pièce Beaucoup de bruit pour rien.
- Beattie Edmondson : Toby
- Noel Fielding : Thomas Morley
- Gabrielle Glaister : le juge Robert, allusion à son rôle de Bob dans la deuxième saison de la série La Vipère noire
- Peter Hamilton Dyer : Francis Bacon, philosophe.
- Adam Harley : Henry Wriothesley, troisième comte de Southampton, présenté comme servant d'inspiration pour le personnage du « Fair Youth » (« Beau jeune homme ») des sonnets de Shakespeare.
- Montserrat Lombard : Emilia Lanier
- Ben Miller : Wolf Hall, acteur. Son personnage parodie l'acteur britannique contemporain Mark Rylance[2].
- Ken Nwosu : Puck, personnage de la comédie Le Songe d'une nuit d'été.
- Nigel Planer : Lord Egeus
- Dan Tetsell : Édouard de Vere, 17e comte d'Oxford.
- Emma Thompson : la reine Élisabeth Ire
- Steve Toussaint : Othello
- John Sessions : le sire inquisiteur.

## Épisodes

### Première saison (2016)
1. Star-crossed Lovers (Shakespeare travaille sur Roméo et Juliette)
2. The Play's the Thing (sur Hamlet)
3. The Apparel Proclaims the Man (sur Le Juif de Malte qui, dans la série, est écrite par Shakespeare)
4. Love Is Not Love (sur les sonnets)
5. What Bloody Man Is That? (sur Macbeth)
6. The Quality of Mercy (Shakespeare cherche à lancer un nouveau théâtre)

### Deuxième saison (2017)
1. The Green-Eyed Monster (sur Othello)
2. I Know Thee Not, Old Man (sur les persécutions religieuses)
3. I Did Adore a Twinkling Star (sur Les Deux Gentilshommes de Vérone)
4. Food of Love (sur la conception de La Nuit des rois et le musicien élisabéthain Thomas Morley)
5. Beware My Sting! (sur La Mégère apprivoisée)
6. Sweet Sorrow (Shakespeare termine Roméo et Juliette)
7. Épisode de Noël : A Christmas Crow (sur La Nuit des rois)

### Troisième saison (2018)
1. Lord, What Fools These Mortals Be! (sur Le Songe d'une nuit d'été)
2. Wild Laughter in the Throat of Death (sur Peines d'amour perdues)
3. If You Prick Us, Do We Not Bleed? (sur Le Marchand de Venise)
4. Sigh No More (sur Beaucoup de bruit pour rien)
5. The Most Unkindest Cut of All (sur Jules César)
6. Go On and I Will Follow (sur Comme il vous plaira)
7. Épisode de Noël : A Crow Christmas Carol (d'après Un chant de Noël de Charles Dickens)

### Épisode spécial (Noël 2020)
1. Tomorrow and Tomorrow and Tomorrow: A Lockdown Christmas 1603 (sur Macbeth et l'épidémie de peste à Londres en 1603)

## Univers de la série

### Personnages
- William Shakespeare n'est au début de la série qu'un dramaturge en herbe cherchant à surmonter ses origines modestes. Très orgueilleux, affectionnant les figures de style complexes au point d'en devenir incompréhensibles, il alterne entre sa maison familiale de Stratford-Upon-Avon et les théâtres de Londres, occasion de multiples râleries sur l'inconfort des transports en commun. Quoique marié à Anne Hathaway, il lui fait quelques infidélités et dissimule mal sa bisexualité, notamment son attirance envers Christopher Marlowe.
- Anne Hathaway est la femme de Shakespeare. Quoique râleuse, elle lui est largement dévouée.
- Mary Shakespeare est la mère de Shakespeare. Issue d'un milieu plus aisé, elle méprise ouvertement son mari ainsi que l'épouse de son fils.
- John Shakespeare est le père de Shakespeare. La série le décrit comme un homme vulgaire et inculte, et imagine que Shakespeare s'inspire de lui pour le personnage de Falstaff dans la pièce du même nom.
- Susanna Hall est la fille de Shakespeare et d'Anne Hathawa. Sa mère la décrit dans la série comme « a grumpy little bitchington » (« petite vipérichonne grognonne »).
- Kate est la fille de la propriétaire londonienne de Shakespeare et une aspirante actrice. Très cultivée, passionnée de littérature et de théâtre, elle est en butte au sexisme des autres personnages.
- Christopher Marlowe, dit Kit Marlowe, est un dramaturge doublé d'un espion pour la couronne britannique. Il est dépeint comme bisexuel, séducteur de femmes et d'hommes. La série fait plusieurs fois allusion à la théorie selon laquelle Shakespeare serait l'auteur de plusieurs des pièces de Marlowe.
- Ned Bottom est le valet de Shakespeare, honnête et terre-à-terre. La série imagine que Shakespeare s'inspire de lui pour le personnage de Nick Bottom dans Le Songe d'une nuit d'été.
- Robert Greene, Maître des Délices, dramaturge et auteur de Greene's Groats-Worth of Wit. Il est l'ennemi récurrent de Shakespeare dans la série.
- Henry Condell, acteur, jouant essentiellement des rôles féminins.
- Richard Burbage, acteur et chef de la troupe de théâtre pour laquelle écrit Shakespeare.
- William Kempe, acteur comique, présenté comme infatué de lui-même. Son personnage parodie l'acteur britannique Ricky Gervais[3].
- Miss Lucy, propriétaire d'un pub, Africaine et ancienne esclave. Son personnage fait allusion à celui de la « dark lady » mentionnée dans plusieurs sonnets de Shakespare et aux théories entourant ce personnage.

## Accueil critique
Dans un article paru peu avant le début de la troisième saison de la série, Sarah Dustagheer, universitaire spécialiste de la littérature de l'époque de Shakespeare, remarque que la série, quoique présentée comme comique, permet en réalité aussi d'apprendre en s'amusant, puisqu'elle se fonde sur un important travail de documentation sur Shakespeare et son époque.